# Jackie Chan's Action Kung Fu
Jackie Chan's Action Kung Fu es un videojuego de plataforma de acción y artes marciales desarrollado por Now Production y publicado por la compañía japonesa Hudson Soft. Fue lanzado por primera vez para el sistema de entretenimiento de Nintendo en 1990 y para la consola TurboGrafx-16 en 1991.
Action Kung Fu es un juego de lucha de desplazamiento lateral. Se usa un botón para saltar y otro para atacar. También se puede usar una combinación de ambos botones más un botón de dirección para realizar un ataque especial. En su búsqueda, Jackie debe golpear y patear enemigos como ranas, ninjas y pájaros. El personaje puede adquirir movimientos especiales como el ataque tornado, la patada de giro de 180 grados, la patada de giro de 360 grados y el ataque de cielo. Otros potenciadores incluyen recargas de energía y puntos de bonificación.

## Historia
El maestro de artes marciales Jackie Chan y su hermana gemela Josephine son grandes luchadores de kung fu en su natal China y fueron entrenados por un sabio maestro. Un día, mientras Jackie y Josephine se encontraban de paseo, apareció frente a ellos el gran enemigo del maestro, el hechicero. El plan de este malvado hombre es gobernar a toda China con puño de hierro y es consciente que los gemelos serían un obstáculo en su camino, por lo que lanzó un hechizo para hacer desaparecer a Josephine. Jackie deberá seguir al hechicero y luchar contra sus secuaces y contra todo tipo de animales encantados para rescatar a su hermana y salvar a la China de la tiranía de su enemigo.

## Jugabilidad
El jugador controla a Jackie Chan, el conocido maestro de artes marciales y actor, y pelea contra muchos enemigos durante su misión para salvar a su hermana. El juego se desarrolla en cinco niveles (cada uno con un jefe al final). A lo largo de la misión, el jugador se encuentra con ranas que llevan objetos que restauran la salud o le brindan mejoras al personaje, pero para acceder a ellos las ranas deben ser golpeadas para poder obtener el objeto. Las mejoras pueden permitirle al jugador realizar un tipo especial de ataque en una cantidad limitada de veces. El jugador también puede cargar un ataque especial tipo haz, aunque solo se puede usar hasta cinco veces. 
La mayoría de los enemigos que derrota el jugador arrojarán orbes verdes. Los enemigos asesinados por ataque de haz no dejarán caer ningún orbe. Si el jugador recoge 30 orbes, se repondrá la vida (así como los 5 disparos cargados). Si el jugador muere, todos los orbes y objetos de poder se pierden y se deben obtener de nuevo. El jugador solo tiene una vida en el juego, pero puede continuar hasta cinco veces al principio. Se puede ganar vidas extras a través de etapas de bonificación en todo el juego, que son niveles desencadenados por campanas que transportan a Jackie a las etapas de bonificación, cada una con un límite de tiempo de 30 segundos. Estas etapas generalmente implican saltar sobre nubes o golpear estatuas para poder obtener puntos. Al cabo de 30 segundos, esos puntos se contabilizan y también se pueden usar para comprar vidas extra y ataques especiales.

## Diferencias entre las versiones
- En la versión de NES, recolectar 30 orbes recargará la salud. En la versión TurboGrafx-16, se necesitan 100 orbes.
- En la versión TurboGrafx-16, algunos enemigos no arrojan orbes, mientras que otros enemigos dejan caer de uno a varios orbes cuando son derrotados.
- En la versión TurboGrafx-16, existen más enemigos y muchos de ellos son más difíciles de derrotar que en la versión de NES.
- La versión TurboGrafx-16 tiene dos jefes intermedios extra que aparecen en las etapas 4 y 5.
- Existen grandes diferencias en el diseño de los niveles y el comportamiento de los jefes entre las dos versiones.

## Créditos
- Producción: Uradesu
- Diseño: Dionysus Hal
- Programación: Toshi San, MTX
- Diseño del sonido: Sinkon Kiyoshi
- Diseño de los personajes: Hiropon Ozaki, Ika Taro
- Diseño visual: Maguma Taiji, Go Kyo